# Stephanus Carr
Pour les articles homonymes, voir Carr.
Stephanus Lodewyk Carr est un boxeur sud-africain.

## Carrière
Aux Championnats d'Afrique de boxe amateur 1994 à Johannesbourg, Stephanus Carr, qui est alors un agent de la circulation, remporte la médaille d'or dans la catégorie des poids super-légers, s'imposant en finale face au Seychellois Gerry Legras.
En professionnel, il devient champion d'Afrique ABU des poids super-légers en battant le 24 octobre 2000 le Kényan Nasser Athumani à Brakpan. Il conserve son titre le 7 mars 2001 contre le Kényan Charles Owiso (en). Il perd le combat pour devenir champion du monde IBO des super-légers le 2 mars 2002 à Brakpan contre l'Argentin Pablo Daniel Sarmiento (en).